# 馬克西米連·馮·巴登
巴登亲王馬克西米連（德語：Prinz Maximilian von Baden，1867年7月10日—1929年11月6日），全名馬克西米連·亚历山大·弗里德里希·威廉（德語：Maximilian Alexander Friedrich Wilhelm），巴登大公弗里德里希二世的堂弟和继承人。1928年弗里德里希二世去世后成为巴登大公家族族长。1918年10月3日至11月9日任德意志帝国第八任宰相。

## 生平

### 貴冑出身
马克西米利安于1867年7月10日出生于德國西南的溫泉城市巴登-巴登，是巴登大公利奥波德的第四子威廉王子与歐仁·德·博阿爾內的孙女、洛伊希滕贝格公主瑪麗亞·瑪希米蓮諾芙娜的长子。他以他的外祖父马克西米利安·德·博阿爾內（Maximilian de Beauharnais）的名字命名，与他的堂兄拿破仑三世很像。
在一所文理中学接受人文教育，并在莱比锡大学学习法律和摄影。在维多利亚女王命令下，马克西米利安被带到黑森-莱茵河畔大公国的达姆施塔特，并追求维多利亚的孙女黑森-达姆施塔特的艾莉克斯。艾莉克斯是维多利亚已故女儿爱丽丝公主和黑森大公路易四世的女儿。
艾莉克斯很快拒绝了马克西米利安，因为她爱上了俄罗斯未来的沙皇尼古拉二世。
他是一名同性恋者，但在1900年，出于王朝原因决定与汉诺威和坎伯兰的玛丽亞·路易丝公主结婚。未来的瑞典国王古斯塔夫五世也是如此，他娶了马克西米利安的堂姊巴登的维多利亚。

### 軍旅生涯
青年时曾在普鲁士军队服役。他成为了他的表弟弗雷德里克二世的大公王位的继承人，他的婚姻仍然没有孩子。1907年大公弗里德里希一世即他的伯父去世后，新任大公弗里德里希二世没有子嗣，他成了假定继承人，并成为巴登第一届议会（ErsteBadischeKammer）的主席。1911年，马克斯申请退伍，军衔为少将（Generalmajor）。

### 臨危受命
第一次世界大战末期，德军在前线不断败退，国内经济危机，政治动荡。在陸軍最高司令部（Oberste Heeresleitung，OHL)在1918年9月下旬告诉政府德国战线即将崩溃并要求立即就停战协议进行谈判后，格奥尔格·冯·赫特林总理的内阁于1918年9月30日辞职，當日皇帝威廉二世宣布施行国会制政府。赫特林在咨询副总统后总理弗里德里希·冯·佩耶(FVP)建议巴登王子马克斯作为他的皇帝继任者。然而，在奥伯斯特豪斯曼、汉斯·冯·哈夫滕和鲁登道夫本人的额外支持下，威廉二世任命马克斯为德国总理和普鲁士总统公使。
马克斯将领导一个以国会多数党（社民党、中间党和自由党）为基础的新政府。当马克斯于10月1日抵达柏林时，他不知道自己会被要求与盟军就停战问题进行接触。惊恐万分的麦克斯反对这个计划。此外，他还公开承认他不是政治家，并且他认为只要战争继续下去，朝着“议会化”和民主化迈出的额外步骤是不可行的。因此，他不赞成对宪法进行自由改革。然而，威廉二世皇帝说服他上任，并于1918年10月3日任命他。要求停战的消息仅在10月4日才发出，而不是原计划的10月1日，希望能被美国总统伍德罗·威尔逊接受。

### 總理任期
尽管马克斯对OHL愿意进行谈判的条件持严重保留态度，并试图以最有利于德国立场的方式解释威尔逊的十四点，他还是接受了这一指控。他任命了一个政府，该政府首次将国会最大政党德国社会民主党的代表包括为国务秘书：菲利普·谢德曼和古斯塔夫·鲍尔。这是对鲁登道夫和前外交大臣保罗·冯·欣策（作为赫特林内阁的代表）的想法的跟进，他们在9月29日同意停战的请求不能来自旧政权，而是来自一个基于以议会多数派为基础任命政府的官方理由是让美国总统更难拒绝和平提议。说服威尔逊的需要也是走向“议会化”的推动因素，即让总理和他的政府对帝國議會负责，因为到目前为止他们还没有隶属于帝国。然而，鲁登道夫更感兴趣的是把失败的战争归咎于政客和国会党派。
盟军很谨慎，不相信马克斯是德国统治家族的一员。1918年初，马克斯写给亚历山大·祖·霍恩洛厄-席林斯菲尔斯特王子的一封私人信的发表加剧了这些怀疑，他在信中表达了对“议会化”的批评以及他对1917年7月德国国会的弗里登斯决议的反对。多数人要求谈判和平，而不是胜利和平。[5]威尔逊总统对德国的倡议持保留态度，并花时间同意停战请求，在1918年10月8日至10月23日期间发出三份外交照会。当鲁登道夫改变对停战的看法并突然主张继续战斗时，马克斯反对他在1918年10月17日的一次内阁会议上。10月24日，鲁登道夫发布了一项军队命令，称威尔逊的第三张纸条“不可接受”，并呼吁军队继续战斗。10月25日，兴登堡和鲁登道夫无视总理的明确指示，前往柏林。马克斯要求辭退鲁登道夫；威廉二世同意了。10月26日，皇帝告诉鲁登道夫，他失去了信任。鲁登道夫提出辞职，威廉二世接受。
在试图达成停战协议的同时，马克斯·冯·巴登在哈恩（Hahn）、豪斯曼（Hauß mann）和沃尔特·西蒙斯（Walter Simons）的密切建议下，与内阁中多数党的代表（社民党的谢德曼和鲍尔、马蒂亚斯·厄兹伯格）合作。虽然其中一些倡议是威尔逊发出的说明的结果，但它们也符合各方的宣言：让总理、他的政府和普鲁士战争部长对议会（Reichstag和 Preußischer Landtag）负责，引入一个更民主的投票制度取代普鲁士的三級選舉制度（Dreiklassenwahlrecht），用斯特拉斯堡市长取代阿尔萨斯-洛林总督，任命中央党的一名地方代表担任阿尔萨斯-洛林總督以及政府人事方面的一些其他调整。
在社会民主党的推动下，政府通过了大赦，释放了像卡尔·李卜克内西这样的政治犯。在马克斯·冯·巴登的领导下，旧帝国的官僚、军事和政治领导层开始与多数党的领导人以及帝国的各个州进行合作。这种合作将对革命期间的后来事件产生重大影响。
10月下旬，帝国宪法进行了重大修改，将帝国转变为英国式的君主立宪制国家。然而，威尔逊的第三个聲明似乎暗示停战谈判将取决于威廉二世的退位。马克斯和他的政府现在担心随着时间的推移，国内发生军事崩溃和社会主义革命的可能性越来越大。事实上，政府争取停战的努力被基尔叛乱打断，这场叛乱始于10月30日威廉港的事件和11月初德国爆发的革命。11月1日，马克斯写信给所有在位的德国親王，询问他们是否会同意皇帝退位。11月6日，总理派埃兹伯格与盟军进行谈判。
马克斯患有严重的西班牙流感，他敦促威廉二世退位。皇帝從革命的柏林逃到比利时OHL在斯帕的总部，皇帝希望保留普鲁士国王。这在当时的帝国宪法下是不可能的。第11条将帝国定义为由普鲁士国王担任永久的德意志皇帝，这意味着皇冠与普鲁士王冠相连。

### 革命和辭職
11月，德国各大城市如汉堡、莱比锡、不来梅、慕尼黑等相继发生起义，建立了工兵代表苏维埃；11月初，柏林工人也建立了苏维埃，11月7日马克斯会见了社民党领袖弗里德里希·艾伯特，讨论了他前往斯帕并说服威廉二世退位的计划。他考虑任命威廉的次子艾特尔·弗里德里希王子为摄政王；然而，柏林革命的爆发阻止了马克斯实施他的计划。11月8日，斯巴达克联盟号召在柏林举行总罢工和武装起义。11月9日水兵哗变，陆军占领了指挥部。上午11点30分，德军司令给首相官邸打电报通知说，皇帝将立即退位。中午，馬克西米連宣布皇帝正式退位。12点30分，馬克西米連在办公室接见社会民主党领导人并把权力移交给社会民主党主席弗里德里希·艾伯特。德国成立共和国。
此后不久，艾伯特出现在国会大厦，要求将政府交给他和社民党，因为这是维持法律和秩序的唯一途径。在一个违宪的举动中，马克斯辞职并任命艾伯特为他的继任者。同一天，菲利普·谢德曼自发宣布德国为共和国，以安抚群众并阻止社会主义革命。当马克西米利安后来在离开柏林前拜访艾伯特告别时，艾伯特——他迫切希望保持旧秩序，通过议会统治来改善它，并领导一个合法而非革命的政府——要求他继续担任摄政王（Reichsverweser）。马克西米利安拒绝了，并彻底放弃了政治，前往巴登。
尽管在他在德国国会任职期间发生的事情已经超越了他的能力，并且他不被认为是一位强有力的总理，但今天人们认为马克斯在促成从旧政权过渡到以多数党和国会大厦为基础的民主政府方面发挥了至关重要的作用。这使得从十一月革命中崛起的埃伯特政府被官僚和军队中的一些保守势力所接受，这是埃伯特最强烈的目标之一。因此，他们愿意与他结盟，反对极左翼革命者提出的更激进的要求。

### 晚年歲月
马克西米利安在退休后博登湖附近的萨勒姆（Salem）度过了余生。他拒绝了德国民主党政治家马克斯·韦伯向他提出的1919年魏玛国民议会的授权。1920年，他与库尔特·哈恩（Kurt Hahn）一起建立了萨勒姆王宫中学（Schule Schloss Salem）寄宿学校，旨在帮助培养新的德国知识精英，这所学校日后成为多位王室成员和贵族的母校。
在哈恩的协助下，马克西米利安还出版了许多书籍：国际联盟与法律和平（Völkerbund und Rechtsfriede，1919），道德攻势（Diemoralische Offensive，1921）和回忆录和文件（Erinnerungen und Dokumente，1927）。
1928年，在1918年11月德国君主制被废除后被废黜的大公腓特烈二世去世后，马克西米利安成为巴登大公家族族长，担任该王朝历史上的巴登侯爵称号。他于1929年11月6日在康斯坦茨去世，终年62岁。

## 婚姻与子女

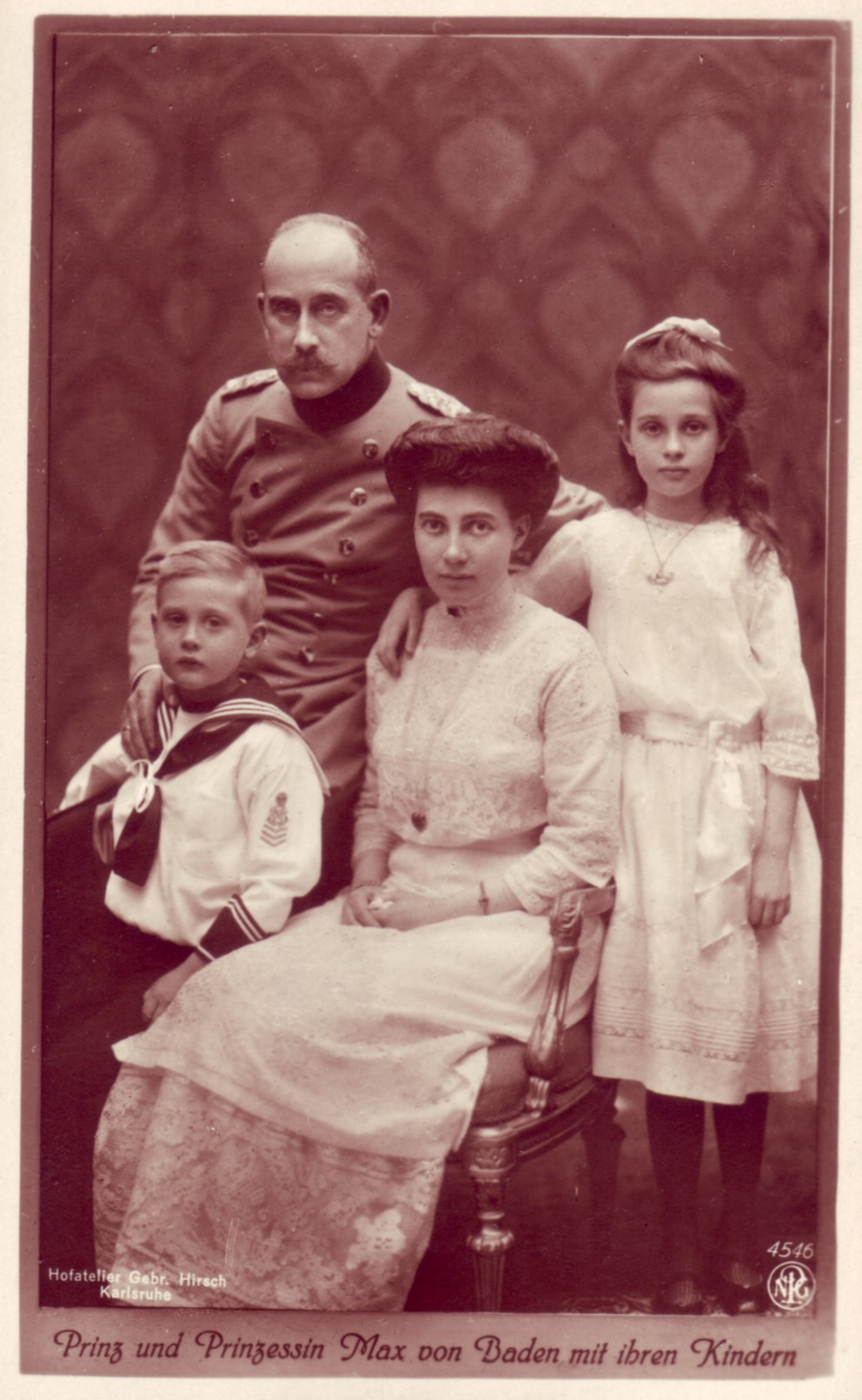
馮·巴登的一家

馬克西米連於1900年7月10日与汉诺威王储恩斯特·奥古斯特之女瑪麗亞-路易絲结婚，婚后有一子一女：
- 女玛莉·亚历山德拉·提拉·维多利亚·路易丝·卡洛拉·希尔达（Marie Alexandra Thyra Victoria Louise Carola Hilda，1902年-1944年），1924年与黑森的弗里德里希·卡尔亲王幼子前芬兰王储沃尔夫冈·莫里茨亲王结婚，没有子嗣；
- 子贝托尔德·弗里德里希·威廉·恩斯特·奥古斯特·亨利·卡尔（Berthold Friedrich Wilhelm Ernst August Heinrich Karl，1906年2月24日—1963年10月27日），1929年成为巴登大公家族族长，1931年与希腊的安德烈王子之女泰奥多拉结婚，成为了英国菲利普亲王的内兄。有二子一女。

## 世系
| 马克斯·冯·巴登 | 父亲： 巴登王子威廉                 | 祖父： 巴登大公利奥波德                                 | 祖父之父： 巴登大公卡尔·弗里德里希                                                              |
| 马克斯·冯·巴登 | 父亲： 巴登王子威廉                 | 祖父： 巴登大公利奥波德                                 | 祖父之母： 霍赫贝格女伯爵路易丝·卡洛琳·格耶尔·冯·格耶尔斯贝格                                   |
| 马克斯·冯·巴登 | 父亲： 巴登王子威廉                 | 祖母： 瑞典公主苏菲·威廉明妮                            | 祖母之父： 瑞典国王古斯塔夫四世·阿道夫                                                          |
| 马克斯·冯·巴登 | 父亲： 巴登王子威廉                 | 祖母： 瑞典公主苏菲·威廉明妮                            | 祖母之母： 巴登公主弗里德里克·多罗泰娅·威廉明妮                                                 |
| 马克斯·冯·巴登 | 母亲： 玛利亚·冯·洛伊希腾贝格女公爵 | 外祖父： 洛伊希腾贝格公爵、罗曼诺夫斯基亲王馬克西米利安 | 外祖父之父： 法兰西帝国亲王、意大利副王、法兰克福大公国继承人、洛伊希腾贝格公爵欧仁·德·博阿尔内 |
| 马克斯·冯·巴登 | 母亲： 玛利亚·冯·洛伊希腾贝格女公爵 | 外祖父： 洛伊希腾贝格公爵、罗曼诺夫斯基亲王馬克西米利安 | 外祖父之母： 巴伐利亚公主奥古斯塔                                                               |
| 马克斯·冯·巴登 | 母亲： 玛利亚·冯·洛伊希腾贝格女公爵 | 外祖母： 俄罗斯女大公玛利亚·尼古拉耶芙娜                | 外祖母之父： 俄罗斯沙皇尼古拉一世                                                               |
| 马克斯·冯·巴登 | 母亲： 玛利亚·冯·洛伊希腾贝格女公爵 | 外祖母： 俄罗斯女大公玛利亚·尼古拉耶芙娜                | 外祖母之母： 普魯士公主夏洛特（俄罗斯名：亚历山德拉·费奥多萝芙娜）                              |